# Ablabys
Ablabys – rodzaj morskich ryb z rodziny Tetrarogidae.

## Występowanie
Ocean Indyjski, Ocean Spokojny

## Klasyfikacja
Gatunki zaliczane do tego rodzaju:

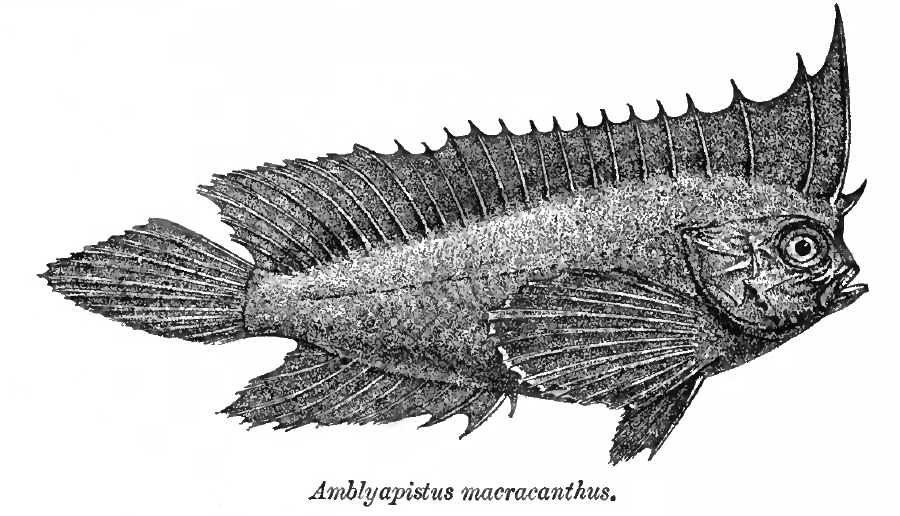
Ablabys binotatus
- Ablabys macracanthus
- Ablabys taenianotus

- Ablabys macracanthus